# North American Free Trade Agreement

Avtalets logga.

Länder som ingick i avtalet.

North American Free Trade Agreement, NAFTA (på franska: Accord de libre-échange nord-américain, ALÉNA; på spanska: Tratado de Libre Comercio de América del Norte, TLCAN), var ett frihandelsavtal mellan Mexiko, Kanada och USA som antogs 1993 och trädde i kraft 1 januari 1994. Avtalet utnyttjade undantaget inom GATT för frihandelsområden. NAFTA-avtalet ersattes av United States–Mexico–Canada Agreement (USMCA), ett nytt frihandelsavtal mellan länderna, som trädde i kraft den 1 juli 2020.
Till avtalet hörde tilläggsdokumenten
- North American Agreement on Environmental Cooperation, NAAEC
- North American Agreement on Labour Cooperastion, NAALC

## Förändringar i avtalet: USMCA
Under 2018 fördes förhandlingar om att förändra delar av NAFTA-avtalet. Den 27 augusti 2018 nådde administrationen i USA under president Donald Trump en ny handelsöverenskommelse med Mexiko som innebar ett flertal förändringar i NAFTA-avtalet. Nyheter i överenskommelsen var bland annat att bildelar till minst 75 procent ska vara tillverkade inom NAFTA-länderna, detta för att främja bilindustrin i länderna. Ytterligare förhandlingar mellan USA, Mexiko och Kanada ägde rum under hösten 2018. Efter förhandlingar anslöt sig även Kanada till det nya avtalet den 1 oktober 2018, vilket innebar att NAFTA-avtalet ersattes helt av det nya avtalet kallat United States–Mexico–Canada Agreement (USMCA).